# 7,5 cm Gebirgskanone M.15
7,5 cm Gebirgskanone M.15 – austro-węgierskie działo górskie kalibru 75 mm.
Dużą część państwa austro-węgierskiego stanowiły góry. Dlatego w kraju tym eksploatowano na początku XX wieku dużą ilość dział górskich. Najstarszymi były armaty konstrukcji Lenka, a następnie wykonane ze "stal-brązu" działa 7 cm M.75. Pod koniec XIX wieku wprowadzono pod pewnym przymusem działo 7 cm M.99. Na początku XX wieku rozpoczął się proces poszukiwań następcy działa 7 cm M.99, które nie posiadając oporopowrotnika, było konstrukcją mocno przestarzałą. W krótkich odstępach czasu proponowano nowe wzory dział górskich. Były armaty M.08 (zasilane ta sama amunicją co M.99), czy konstrukcje na licencji niemieckich zakładów Kruppa M.13, M.14, a także haubice M.08, M.10 i M.16.
Doświadczenia z eksploatacji różnorodnych dział sprawiły, że ostatecznie za najlepiej spełniającą wymagania uznano ostatecznie zaprojektowana w zakładach Skody armatę oznaczoną jako 7,5 cm Gebirgskanone M.15.
Armata M.15 miała łoże kołowe, jednoogonowe. Krótka (L/15,4) lufa była wykonana ze stali niklowej. Zamocowana ją nad hydrauliczno-sprężynowym oporopowrotnikiem. Armata była wyposażona w półautomatyczny zamek klinowy, o poziomym ruchu klina. Osłonę obsłudze zapewniała stalowa tarcza, której dolna cześć mogła być podniesiona do góry. W razie potrzeby działo mogło być rozłożone na pięć części przenoszonych przez 23 osoby, trzy części przenoszone w jukach przez trzy konie, lub być holowane przez zaprzęg dwóch koni.
Działo było zasilane amunicją rozdzielnego ładowania, ładunek miotający był zmienny (trzy ładunki). Z działa można było wystrzeliwać pociski burzące typu M.14 i M.14a o masie 6,3 kg, oraz odłamkowo-burzące i szrapnele, oba o masie 6,5 kg. Prawdopodobnie powstał także pocisk chemiczny. Działo mogło strzelać ogniem bezpośrednim na odległość 1000-2500 m, a stromotorowo, przy użyciu wzmocnionego ładunku do 8000 m (z ładunkiem standardowym 6650 m). Sześcioosobowa obsługa dział M.15 była w stanie wystrzelić w ciągu minuty do 20 pocisków.
Dostawy dział M.14 rozpoczęto w 1915 roku. Armii przekazano w tym roku 324 działa i kilka dodatkowych luf. Według planów każdy z 14 Gebirgs-Artillerie-Regimenter (pułków artylerii górskiej) miał posiadać sześć sześciodziałowych baterii dział M.15 i trzy baterie haubic. Z czasem liczba GAR wzrosła do 17, ale zarówno liczba baterii, jak i dział najczęściej nie odpowiadała etatom.
Drugim użytkownikiem dział M.15 została armia niemiecka. Zostały one zakupione kiedy konieczne stało się zastąpienie działa piechoty 7,62 cm Infanteriegeschüz L16.5 (wersja zdobycznej, rosyjskiej 76,2 mm armaty wz. 1902). W armii niemieckiej działo M.15 pełniło rolę działa piechoty. Uzbrojono w nie 14 batalionów dział piechoty. Armia niemiecka używała do tych dział wyłącznie pocisków burzących. W nowej roli działo M.15 spisywało się słabo. Mała szerokość działa, która była zaletą w górach, sprawiała, że działo było niestabilne podczas holowania. Dłuższa eksploatacja działa bez demontażu sprawiała także że pomiędzy poszczególnymi zespołami działa pojawiały się luzy. Za zbyt niską uznano także prędkość wylotową.
Po wojnie produkcję działa M.15 kontynuowano do lat trzydziestych. Poza armią austriacką i węgierską były używane przez armię czechosłowacką i włoską (Obice da 75/13 Mod. 15).